# ルキウス・リウィウス・アンドロニクス
ルキウス・リウィウス・アンドロニクス（ラテン語: Lucius Livius Andronicus, 紀元前280年 - 紀元前200年頃）は、共和政ローマ時代の劇作家・詩人。数多くの古代ギリシアの文芸作品をラテン語に翻訳、古代ローマの劇作およびラテン（ローマ）文学の父と呼ばれる。歴史家であるティトゥス・リウィウスと混同しないこと。喜劇が3作、悲劇が9作残っており、ホメロスの『オデュッセイア』を翻訳したことで知られる。

## 略歴
コグノーメンからギリシア人奴隷であると考えられ、シビュラの書管理十人委員の一人、マルクス・リウィウス・サリナトルに買われて南イタリア（マグナ・グラエキア）のギリシア人都市タレントゥムからローマ市へ渡り、そこで彼の息子たちの家庭教師となって後に解放された。恐らく紀元前272年にローマがタレントゥムを占領した時の捕虜であろう。
彼はおそらくローマで最初のギリシア語教師であった。またアンドロニクスはローマでの最初の叙事詩を書いた詩人であり、紀元前240年、まだ文化が洗練されていないローマ人に形式化された演劇、すなわちギリシアの劇を見せたと言われる。古ラテン語のサティルヌス文体で『オデュッセイア』を翻訳している。
キケロは、アンドロニクスの初演はエンニウスが生まれる前の年、紀元前240年とする説と、紀元前209年とする異説も紹介している。前240年は、ローマが第一次ポエニ戦争に勝利した頃で、恐らく主人のサリナトルの影響力によって、ルディ・ロマニ（ローマ大祭）で行うラテン語の演劇を制作、監督した。
ティトゥス・リウィウスによると、当時の他の作家と同じく、アンドロニクスも自作の戯曲を演じてもいたが、アンコールに応じすぎて声が嗄れてしまい、奴隷に代わりに歌わせ、自身は演技に集中するようになったという。
紀元前207年、第二次ポエニ戦争中に凶兆が相次ぎ、ティトゥス・リウィウスによると、9人の処女からなる3つの集団が、歌いながら町中を巡る清めの儀式を行うよう、神祇官によって決定されたが、この歌を作曲したのがアンドロニクスだという。その後、メタウルスの戦いでローマは勝利し、フェストゥスによれば、アンドロニクスの功績を讃えて、アウェンティヌスにあるミネルウァ神殿で、作家や役者を集めて奉献する権利が与えられたという。この年のコンスル（執政官）は、マルクス・リウィウス・サリナトル（上記サリナトル本人もしくはその息子）であるが、そのコネではなく、実力で国家から委託を受けたと考える学者もいる。
この頃までに、ローマのルディ（祝祭）で行われる演劇のために、作家や役者のコッレギウム（組合）が出来上がり、ギリシア演劇の技術が取り入れられ、ギリシアのプロ集団と同じように、ラテン語での演劇も洗練されたものになっていったと思われ、プラウトゥスの後期作品である『カシナ』や『プセウドルス』では、高度な演出や演奏が必要とされている。